# Hedysarum turkestanicum
Hedysarum turkestanicum är en ärtväxtart som beskrevs av Eduard August von Regel och Johannes Theodor Schmalhausen. Hedysarum turkestanicum ingår i släktet buskväpplingar, och familjen ärtväxter. Inga underarter finns listade i Catalogue of Life.